# Martha Wollstein
Martha Wollstein (* 21. November 1868 in New York City; † 30. September 1939 ebenda) war eine   US-amerikanische Medizinerin und Forscherin auf dem Gebiet der Kinderpathologie. Sie war die erste nordamerikanische Spezialistin für pädiatrische perinatale Pathologie und Entwicklungspathologie und wurde 1918 als eine der ersten Frauen zum aktiven Mitglied der American Association of Immunologists (AAI) gewählt.

## Leben und Werk
Wollstein war die Tochter der deutschen jüdischen Einwanderer Louis und Minna (Cohn) Wollstein. Von 1886 bis 1889 besuchte sie das Woman's Medical College des New York Infirmary, welches 1909 Teil der Cornell University Medical School wurde.
Wollstein schloss 1889 ihr Studium am Woman's Medical College des New York Infirmary ab, wo sie bei der ersten weiblichen New York Academy of Medicine-Stipendiatin, Mary Corinna Putnam Jacobi, studierte. Jacobi förderte ihre Forschungen, und sie veröffentlichten 1902 gemeinsam Wollsteins erste Arbeit über Myosarkome der Gebärmutter.

## Forschung am Babies Hospital in New York und am Rockefeller Institute for Medical Research
Nach ihrem Abschluss wurde Wollstein 1890 die erste Assistenzärztin des Babies Hospital in New York, wo sie bis zu ihrer Pensionierung 1935 arbeitete. 1892 wurde sie dort zur Pathologin ernannt. Durch die Verbindung des Babies Hospital mit der Columbia University war Wollstein mit den Abteilungen für Pädiatrie und Pathologie am College of Physicians and Surgeons verbunden, wo sie bis zu ihrer Pensionierung Assistenzprofessorin für Pathologie und Kinderkrankheiten war. Als Laborwissenschaftlerin forschte sie zu Säuglingsdurchfall, Malaria, Tuberkulose und Typhus. Ihre Arbeit über Säuglingsdurchfall wurde vom Pathologen Simon Flexner anerkannt und die Ergebnisse ihrer Forschung wurden vom Rockefeller Institute for Medical Research (RIMR) veröffentlicht.
1906 erhielt sie als eine von fünf Frauen eine Anstellung als Assistentin am Rockefeller Institute und begann 1907 in Flexners Labor mit experimentellen Studien zur Übertragung von Polio. Ihre Bemühungen, in Forschungen mit Säuglingen und Kindern Beweise für einen mikroparasitären Ursprung der Krankheit zu finden, waren erfolglos, trugen jedoch zur zukünftigen Polioforschung an Menschen und Affen bei.

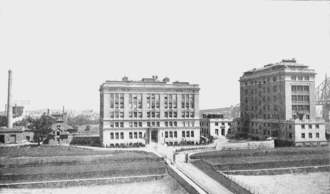
Rockefeller-Institut, 1912

Von 1910 bis 1920 untersuchte Wollstein am Rockefeller Institute verschiedene Infektionskrankheiten. Gemeinsam mit dem Physiologen Samuel James Meltzer untersuchte sie mögliche kausale Zusammenhänge zwischen verschiedenen Bakterien und verschiedenen Arten von Lungenentzündung. Zusammen mit Harold Amoss trug sie zur Entwicklung der Serumbehandlung von Meningitis bei. In einer experimentellen Studie zu Mumps verwendete Wollstein Speichelfiltrat von kranken Kindern und von Soldaten in Armeekrankenhäusern in der Nähe von New York City. Sie konnte die Krankheit dieser Patientengruppen in Katzen und dann von Katze zu Katze injizieren, was die virale Natur von Mumps nahelegte. Im Spätsommer 1918 veröffentlichte sie ihre Entdeckung, dass Mumps ebenfalls nicht bakterieller, sondern viraler Natur sei.
Sie war die erste Forscherin am RIMR, die eine wissenschaftliche Studie veröffentlichte, in der die Bedeutung des von Felix D'Herelle entdeckten Bakteriophagen beschrieben wurde. Mit Ausbruch der Grippepandemie im Jahr 1918 wurde Wollstein aufgrund ihrer früheren Forschungen zur Entwicklung eines Pfeifferschen Bazillus-Serums eng in die Grippeforschung am RIMR eingebunden. Damals wurde allgemein angenommen, dass der Pfeiffer-Bazillus (heute als Haemophilus influenza bekannt) der Erreger der Grippe sei, obwohl neuere Studien die Richtigkeit dieser Annahme in Frage zu stellen begannen. Wollsteins Arbeit lieferte weitere Beweise dafür, dass die vorherrschende Hypothese falsch war.
Als ihr das RIMR 1921 kein Angebot machte, dauerhaft in dem Forscherteam zu arbeiten, kehrte sie in Vollzeit als Kinderpathologin ans Babies Hospital zurück und widmete ihre Forschung Kinderkrankheiten, darunter Leukämie, Tuberkulose, Grippe und Meningitis. Von 1921 bis zu ihrer Pensionierung 1935 forschte Wollstein am Babies Hospital über Kinderkrankheiten. 1928 wurde sie zur Leiterin der Abteilung für Kinderheilkunde der New York Academy of Medicine ernannt. 1930 wurde sie als erste Frau Mitglied der American Pediatric Society.
Als sie 1935 nach Grand Rapids (Michigan), zog, hatte sie bereits 80 wissenschaftliche Arbeiten verfasst. Wollstein starb 1939 im Alter von 70 Jahren im Mount Sinai Hospital in New York City.

## Veröffentlichungen (Auswahl)
- A Biological Study of the Cerebro-Spinal Fluid in Anterior Poliomyletis . Journal of  Experimental Medicine 10, 1908, S. 476–483.
- An Experimental Study of Parotitis. Journal of the American Medical Association 71, 1918, S. 639–644.
- The History of Women in Medicine. The Woman’s Medical Journal 18, 1908, S.  65–69.
- Studies on the Phenomenon of D’Herelle with Bacillus Dysenteria. Journal of Experimental Medicine 34 (November 1921), S. 467–476.
- A Study of Tuberculosis in Infants and Young Children. American Journal of Diseases of Children 21. Januar 1921, S. 48–56.